# Erythrodiplax latimaculata
Erythrodiplax latimaculata är en trollsländeart som beskrevs av Friedrich Ris 1911. Erythrodiplax latimaculata ingår i släktet Erythrodiplax och familjen segeltrollsländor. Inga underarter finns listade i Catalogue of Life.